# GxP
GxP bezeichnet zusammenfassend alle Richtlinien für „gute Arbeitspraxis“, welche insbesondere in der Medizin, der Pharmazie und der pharmazeutischen Chemie Bedeutung haben. Das „G“ steht für „Gut(e)“ und das „P“ für „Praxis“, das „x“ in der Mitte wird durch die jeweilige Abkürzung für den spezifischen Anwendungsbereich ersetzt.
Zu den GxP gehören unter anderem:
- Good Agricultural Practice (GAP)
- Good Manufacturing Practice (GMP)
- Good Distribution Practice (GDP)
- Good Clinical Practice (GCP)
- Good Clinical Laboratory Practice (GCLP)
- Good Laboratory Practice (GLP)
- Good Automated Manufacturing Practice (GAMP)
- Good Documentation Practice (GDocP, GDP)
- Good Engineering Practice (GEP)
- Good Scientific Practice (GSP)
- Good Storage Practice (GSP)
- Good Pharmacovigilance Practice (GVP, GPvP)
- Good Quality Practice (GQP)
- Good Machine Learning Practice (GMLP)
- Good Trade and Distribution Practice (for Pharmaceutical Starting Materials) (GTDP)

Solche Richtlinien werden zum Beispiel von der europäischen (Europäischen Arzneimittelagentur) und amerikanischen (Food and Drug Administration, FDA) Gesundheitsbehörde oder der WHO festgelegt. In Deutschland sind die Überwachungsbehörden der Länder für die Überwachung der Richtlinieneinhaltung zuständig.
Bei den Abkürzungen ist darauf zu achten, dass sie je nach Zusammenhang unterschiedlich verwendet werden, z. B. GDP, GSP.